# Dorcadion pusillum
Dorcadion pusillum — вид жуков-усачей из подсемейства ламиин, рода корнеедов.

## Описание
Жук длиной от 8 до 10 мм. Первый сегмент усиков и ноги красно-бурые. Спинная и плечевая полосы тусклые, сероватые или бледно-бурые, шовная и краевая полосы яркие, белые. Есть пришовная чёрная полоса. Надкрылья в тёмных округлых пятнах.

## Подвиды
- Dorcadion pusillum berladense Pic, 1903
- Dorcadion pusillum pusillum Küster, 1847
- Dorcadion pusillum tanaiticum Kasatkin, 2002